# Armagh City FC
Armagh City is een Noord-Ierse voetbalclub uit de stad Armagh.
De club werd in 1964 opgericht als Milford Everton. In 2005 promoveerde de club voor het eerst naar de hoogste klasse en kon zich net van degradatie redden. In 2007 deed de club het beter met een elfde plaats, maar na een laatste plaats in 2008 moest de club een stapje terugzetten.

## Eindklasseringen
| 4 |

| 7 |

| 3 |

| 10 |

| 8 |

| 2 |

| 1 |

| 14 |

| 11 |

| 16 |

| 12 |

| 14 |

| 12 |

| 11 |

| 3 |

| 1 |

| 7 |

| 3 |

| 11 |

| 9 |

| 10 |

| 7 |

| - |

| 3 |

| 9 |

| 2 |

| 9 |

| NIFL Premiership | NIFL Championship | NIFL Premier Intermediate League |

De drie NIFL-divisies hebben in de loop der jaren diverse namen gekend, zie Northern Ireland football league system.